# Монотропные вещества
Монотро́пные вещества́ — полиморфные вещества, у которых превращение одной формы в другую совершается только в одном направлении (обратного перехода не бывает), например, превращение жёлтого фосфора в красный. Температура перехода в различные модификации лежит у монотропных веществ выше точек плавления этих форм.